# ISO 3166-2:PW

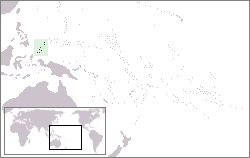
Mapa lokace Palau

Detailnější mapa Palau

Kódy ISO 3166-2 pro Palau identifikují 16 států (stav v roce 2015).

## Seznam kódů
```
PW-002 Aimeliik
PW-004 Airai
PW-010 Angaur
PW-050 Hatobohei
PW-100 Kayangel
PW-150 Koror
PW-212 Melekeok
PW-214 Ngaraard
PW-218 Ngarchelong
PW-222 Ngardmau
PW-224 Ngatpang
PW-226 Ngchesar
PW-227 Ngeremlengui
PW-228 Ngiwal
PW-350 Peleliu
PW-370 Sonsorol
```